# Волотек Олег Вікторович
Олег Вікторович Волотек (15 серпня 1967, Новочеркаськ, Ростовська область, РРФСР, СРСР) — радянський і український футболіст, півзахисник, захисник. Чемпіон УРСР 1986 року. Чемпіон України 1992/93. Срібний призер чемпіонату України 1992 року (весна). Володар Кубка України 1992/93. Майстер спорту України (1993).

## Ігрова кар'єра
Вихованець луганського спортінтернату. Перший тренер — В. Р. Шиханович. Переможець Всесоюзної спартакіади школярів 1984 року. Бронзовий призер кубка «Надія» 1984 року. Виступав у дублі луганської «Зорі».
25 травня 1984 року в матчі «Зоря» — «Зірка» (Джизак) дебютував в основній команді «Зорі» у першій лізі чемпіонату СРСР. У тому ж сезоні луганчани залишили першу лігу. 
У квітні 1985 року у складі юнацької збірної брав участь у міжнародному турнірі збірних у французькому місті Канни. У складі радянської команди тоді виступали такі гравці як: Ігор Добровольський, Андрій П'ятницький, Андрій Сидельников, Ігор Леонов, Броварник Антон.
Через два роки «Зоря» перемогла у зональному турнірі команд другої ліги, потім в перехідному турнірі домоглася права на повернення в першу лігу. Волотек разом з іншими членами команди отримав золоту медаль чемпіона України. Всього в луганській команді провів 181 матч. Під час служби в армії, грав у київському СКА.
У 1992 році в новоствореному чемпіонаті України грав у київському «Динамо». Став срібним призером чемпіонату України. Виступав у Кубку чемпіонів 1991/92 і Кубку УЄФА 1992/93. Всього в єврокубках зіграв 4 гри, на полі провів 186 хвилин. Після програного матчу за перше місце в чемпіонаті України «Динамо» змінився тренер. Новий наставник Йожеф Сабо не бачив Олега у складі своєї команди, і Волотек відправився по орендах. Продовжив кар'єру в московському «Асмаралі», «Динамо-2», «Кривбасі», «Миколаєві» і «Металургу» (Маріуполь). У кожній з команд проводив не більше половини сезону. У складі маріупольців — переможець другої ліги чемпіонату України 1995/96.
У 1998 році на запрошення Іштвана Секеча переходить в «Металург» (Красноярськ). У Росії провів один сезон. Переможець другого дивізіону (схід) чемпіонату Росії 1998 року.
Після повернення в Україну грав за «Сталь» (Алчевськ) і «Закарпаття» (Ужгород). В обох командах ставав срібним призером першої ліги (1999/2000 та 2000/01).
В кінці кар'єри грав в аматорських футбольних колективах «Факел» (Варва), «Буча-КЛО» (Буча), «Єдність» (Плиски), «Джипер» (Київ), «Ірпінь» (Гореничі). Володар Кубка України серед аматорських команд 2003 року. Фіналіст Кубка 2008 року.

## Кар'єра в збірній
Пройшов всі рівні юніорських, юнацьких і молодіжних збірних СРСР. Був капітаном юнацької збірної СРСР. У складі збірної УРСР — переможець перших Всесоюзних юнацьких ігор 1985 року.

## Тренерська кар'єра
У 2010 році працював помічником головного тренера клубу «Машал» (Мубарек, Узбекистан). Згодом — тренер аматорської команди «Кристал» (Буча).